# Ivo Ćipiko
Ivo Ćipiko, Иво Ћипико (ur. 13 stycznia 1869 w Kaštel Novi, zm. 23 września 1923 tamże) – serbski pisarz i dziennikarz.

## Życiorys
Pochodził z zamożnej rodziny katolickiej serbsko-chorwackiej, wywodzącej swój rodowód z Włoch. Uczył się w szkole prowadzonej przez zakonników w Sinju, ale przerwał naukę i przeniósł się do Križevci. Po ukończeniu szkoły pracował jako leśniczy na wyspie Brač. Tam też zaczął pisać realistyczne opowiadania z życia ludu. Jako dorosły człowiek przeszedł na prawosławie. W 1909 opublikował w Belgradzie powieść Pauci (Pająki), dzięki wsparciu krytyka Jovana Skerlicia. W Belgradzie pracował jako dziennikarz, był korespondentem w Sarajewie, a w czasie wojen bałkańskich przebywał na froncie pisząc kroniki wojenne. Wybuch I wojny światowej zastał go w Niszu, w tym czasie opisywał wojenne realia życia w mieście.
Po zakończeniu wojny powrócił do Belgradu. Schorowany, wyjechał na operację do kliniki w Wiedniu, po powrocie zmarł w rodzinnej miejscowości.

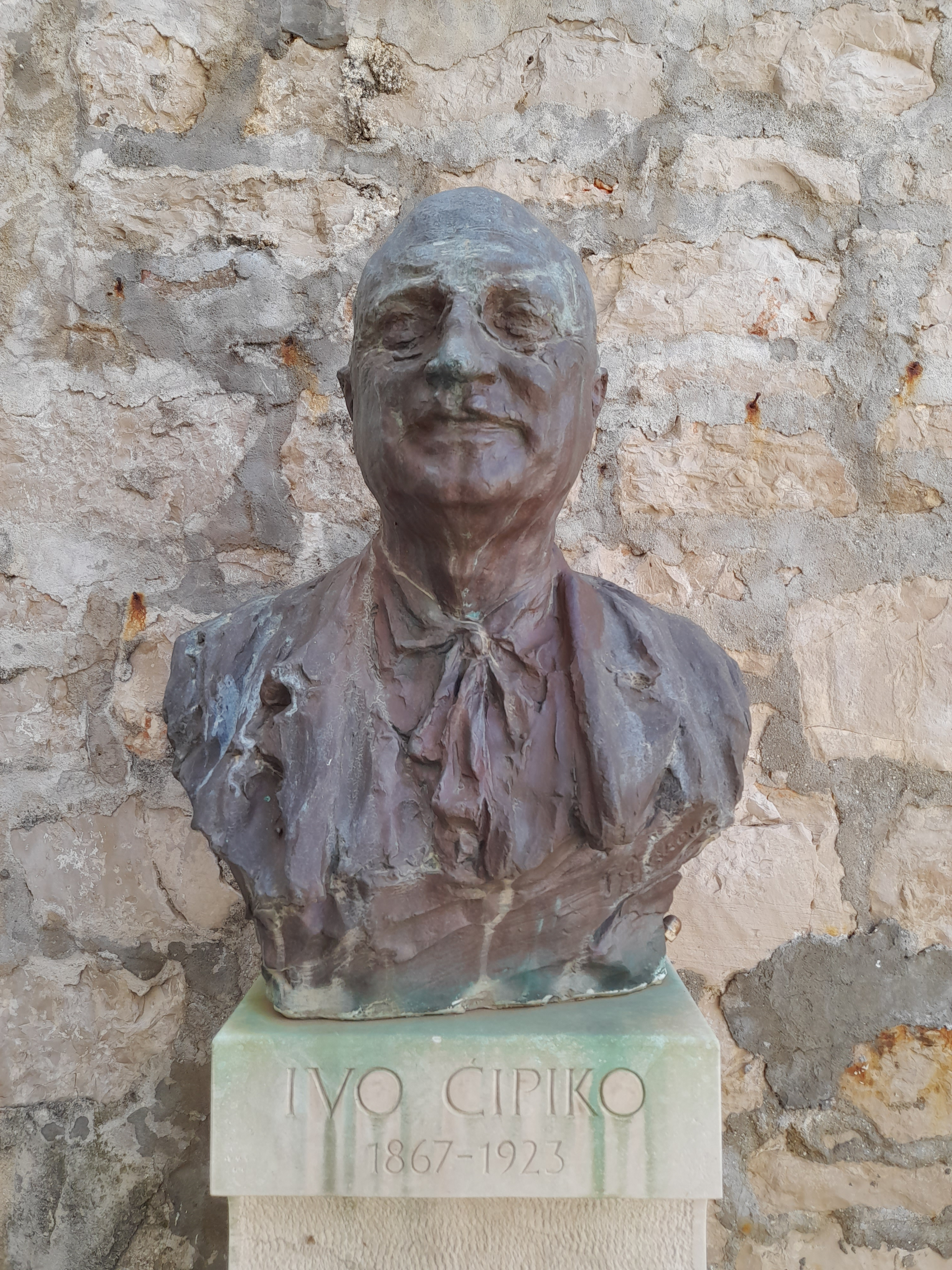
Popiersie pisarza na wyspie Brač

## Twórczość
- 1899: Primorske duše (opowiadania)
- 1900: Sa jadranskih obala (opowiadania)
- 1903: Sa ostrva (opowiadania)
- 1904: Za kruhom (powieść)
- 1909: Pauci (powieść)
- 1910: Na granici, (dramat)
- 1911: Kraj mora (opowiadania)
- 1911: Volja naroda (dramat)
- 1914: Preljub (opowiadania)
- 1914: Utisci iz rata 1912
- 1916: Na pomolu
- 1917: Iz ratnih dana
- 1919: Iz solunskih borbi